# Рибальські снасті
Рибальські снасті — знаряддя, пристрої, необхідні для рибальства.

## Для ловлі вудженням
До цих снастей відносять елементи вудки, спінінга.

### Наживки
Для рибальства використовують як натуральні, так і штучні наживки. Натуральні — черви, мухи, мотиль, опариш та ін. До штучних належать блешні, а також штучні імітації комах.

## Гарпунування
Полювання великої риби за допомогою колючої зброї відоме з Кам'яної доби. Спорядження для цього виду рибальства включає гарпуни, підводні рушниці, остені. Найчастіше вражання риби гарпуном передбачає підводне полювання.

## Пастки
- Верша
- Ятір

## Інше
У рибальстві використовуються й інші предмети. Наприклад, для зберігання спійманої риби використовують садки, кукани, ящики-шарабани.